# Subaru
Субару је јапански произвођач аутомобила у власништву Субару корпорације (претходно именована Фуџи тешка индустрија (енгл. Fuji Heavy Industries)), она је двадесет и трећа највећа компанија по реду по глобалној производњи аутомобила у 2016. години.
Субару аутомобили су познати по томе што користе боксерски тип мотора у већини возила изнад 1500 cm³. Већина Субару модела користи симетрични погон свих точкова још од 1972. године. Равни/боксер мотор и погон на сва четири точка постали су стандардна опрема за средња и мала возила на већини међународних тржишта до 1996. године и сада је стандард у већини северноамеричког тржишта Субару возила. Изузетак томе јесте модел БРЗ, представљен 2012. године који користи боксер мотор, али му је погон само на задњим точковима. Субару нуди и турбопуњене верзије својих путничких возила, као што су импреза и легаси 2.5 ГТ.
На западним тржиштима, Субару бренд је традиционално био популаран међу посвећеним језгром купаца. Маркетинг је усмерен према купцима који траже компанијин специјални мотор, погон на сва четири точка или приступачне спортске аутомобиле.
Субару је Јапанско име за звездано јато Плејаде, то јест "седам сестара" (традиција каже да је једна од њих невидљива - због чега на логотипу стоји само шест звезда), што заузврат инспирише логотип и алудира на компаније које су се спојиле у Фуџи тешку индустрију (ФТИ).

## Историја

### Фуџи тешка индустрија (ФТИ) и први Субару аутомобили
Фуџи тешка индустрија је отпочела као компанија под називом Лабораторија за истраживање авиона (енгл. The Aircraft Research Laboratory Ltd.) 1915, под управом Чикухеи Накаџиме. 1932 године компанија се реорганизује под именом Авионска компанија Накаџима д.о.о. (енгл. Nakajima Aircraft Company Ltd) и ускоро постаје велики произвођач авиона за Јапан у Другом светском рату. На крају Другог светског рата компанија је поново реорганизована, сада под именом Фуџи Сангио д.о.о. (енгл. Fuji Sangyo Co, Ltd). Компанија је 1946. произвела Фуџи рабит мотор од резервних авионских делова из рата. Због новог јапанског владиног законодавства 1950. компанија се поделила на 12 мањих. Између 1953. и 1955. године пет компанија и новонастала компанија су се одлучиле да се удруже у "Фуџи тешку индустрију". Те компаније су: "Фуџи Когио", произвођач скутера; "Фуџи Ђидоша", произвођач аутобуса; "Омиа Фуџи Когио", произвођач мотора; "Тсуномија Шарио", произвођач шасија и "Токио Фуџи Дангио", трговачко предузеће.
Кенџи Кита, извршни директор Фуџи тешке индустрије у то време, је имао жељу да се новонастала компанија бави производњом аутомобила и започео је планирање за прављење аутомобила под развојним именом П-1. Прошао је са упитом о предлозима за именовање П-1, али нико није предложио довољно добро име. На крају одлучио је да компанији да јапанско име које је "чувао близу срца": Субару, назив за звездано јато Плејаде на јапанском. Први ауто је назван Субару 1500. Само двадесет их је произведено због недостатка ресурса. Касније, компанија је дизајнирала и произвела мноштва возила укључујући и 1500 (1954), мали климатизовани 360 (1958), самбар (1961), и 1000 (са којим је представљен боксер мотор 1965. године).

### Каснија партнерства
Нисан је купио 20,4% удела у Фуџи тешку индустрију, Субару матичне компаније, током владине одредбе 1968. године за спајање Јапанске аутомобилне индустрије ради побољшања конкурентности. Нисан је искористио производну могућност и експертизу ФТИ за њихову линију Нисан дизел аутобуса. Заузврат мноштво Субару возила и дан данас користе делове од Нисан коалиције.
Након Нисанове аквизиције од стране Реноа, удели за ФТИ су продати Џенерал моторсу 1999. Трој Кларк, из Џенерал моторса је служио као репрезентативна особа за Фуџи тешку индустрију на њиховом одбору. За то време Субару је представио баху (2003) и трибеку (2005). Субару форестер је продаван као Шевролет форестер у Индији, а заузврат Опел зафира је продавана као Субару травик у Јапану.
Џенерал моторс је ликвидирао сав свој удео у ФТИ 2005. године и због тога скоро сви пројекти САБ-Субару су били обустављени. Тојота моторс је купила 40% претходног удела Џенерал моторса, што је 8,7% ФТИ удела. (Остатак ЏМ удела је дат Фуџи откупљивачком програму). Тојота и Субару су од тад имали бројне заједничке програме, један од њих је Тојота камри.
Тојота је повећала ниво удела у ФТИ на 16,5% јула 2008. Након тога, Тојота и Субару заједнички су произвели Тојоту 86, први пут продавана јануара 2012. под називом Субару БРЗ и од стране Тојоте под различитим именима.

### Маркетинг
Неки од маркетиншких Субару слогана у прошлости гласе: 
- - "Јефтин, и прављен да тако остане" (енгл. "Inexpensive, and built to stay that way") (САД 1970-1980)
  - "Светски омиљени погон на сва четири точка" (енгл. "The World's Favourite Four Wheel Drive") (Уједињено Краљевство)
  - "Ми смо изградили нашу репутацију тако што смо изградили бољи ауто" (енгл. "We built our reputation by building a better car")
  - "Треба возити" (енгл. "What to Drive")
  - "Лепота погона на сва четири точка" (енгл. "The Beauty of All-Wheel Drive")
  - "Покреће га оно шта је унутра" (енгл. "Driven by What's Inside")
  - "Мисли, осети, вози" (енгл. "Think, Feel, Drive")
  - "Љубав. То је оно шта Субару чини, Субару" (енгл. "Love. It's what makes Subaru, a Subaru") (САД ране 2010)
  - "Самопоуздање у покрету" (енгл. "Confidence in Motion") (Тренутни слоган)

## Текуће операције
Корпоративна зграда се налази у Ебису, Шибуји, Токио, Јапан

### Производни објекти
Субару је јединстрен од мноштва јапанских конкурената по томе што је од ране 2016. године скоро 75% прихода добио од интернационалне продаје. Објекти су распоређени на локацији Ота, префектура Гунма, састоји се из четири локације. Субару-чо где се производи Субару БРЗ/Тојота 86, Јађима постројење где се сви тренутни Субару модели праве, Отакита постројење где се комерцијални мали камиони праве (оригинално је била фабрика за Авионску компанију Накаџима), и постројење у Оизуми, префектура Гунма, где се праве мотори и мењачи.
Једино прекоокеанско постројење се налази у Лафајету, у Индијани под називом Субару-Исузу Аутомобили д.о.о. Због континуираног пораста потражње у Северној Америци, производња возила у Лафајет постројењу је стављена да се на годишњем нивоу подиже за 390.000 возила. По овом стратешком плану Субару ће имати у тоталу продукциони капацитет од 1.026.000 возила годишње на крају 2016. године.

### Субару у Сједињеним Државама
Субару Америка је основана 1968. године у Филаделфији од стране Малколма Бриклина и Харви Лама. Кратко након, пресељена је у Пенсаукен, Њу Џерзи.
Године 1989, Субару и тада партнер Исузу су отворили заједничко постројење у Лафајету, под називом Субару-Исузу аутомобили, (СИА), оно је иницијално произвело Субару легаси и Исузу родео. Исузу је 2001. продао своје уделе у постројење ФТИ за 1 долар због алармантног пада продаје и преименовао се у Субару Индијана аутомобили д.о.о. СИА се води као станиште дивљих животиња од стране Националне федерације за дивље животиње и остварила је нулти проценат депонијске производње (прво аутомобилско постројење у Сједињеним Државама да је добило то именовање).

## Моторспорт
Субару Рели тим Јапана предвођен од стране Норијуки Косекија (оснивач Субару текник интернационал − СТИ) је користио Субару леоно купе, и варијанте леона на Светском Рели шампионату између 1980. и 1989. године. Возачи индивидуалних релија су били: Ари Ватанен, Пер Еклунд, Шекад Мехта, Мајк Киркланд, Посум Борн и Хералд Демут. Мајк Кирланд је завршио шести и победио је у А групи 1986. на Сафари Релију. Те године Субару је био једини произвођач који је комбиновао погон на четири точка и турбопуњење након Аудијевог успешног кватро система који је имплементиран 1980. године, али Ауди се повукао из СРШ због безбедносних брига и Фордове озбиљне несреће на почетку сезоне 1986. године. Субару је променио рели модел на легаси РС за 1990-1992 период и учествовао у првој целој сезони у СРШ са истим тим моделом 1993. године.

## Технологија

### Дизел
На Међународном сајму возила у Франкфурту 2007. године Субару је представио водено хлађени, комон рејл турбодизел боксер мотор назван Субару ЕЕ мотор, први своје врсте који је монтиран у путничко возило. Фолксваген је експериментисао са овом идејом још 1950−их година и направио два ваздушно хлађена боксер прототипа дизел мотора који нису били турбопуњени. Они су уградили један у бубу (тип 1), а други у тип 2.
Субару мотор је процењен на 110 kW (150 КС) и 350 Nm. Марта 2008. Субару је представио легаси лимузину и караван и аутбек караван са 2.0 турбодизел у Европској унији са петобрзинским мануелним мењачем.
Септембра 2008, Субару најављује да ће дизел форестер и дизел импреза бити представљени на сајам аутомобила у Паризу те године, са продајом форестера октобра те године и дизел импрезе јануара следеће. Форестер и импреза имају шестобрзинске мануелне мењаче, док легаси и аутбек имају петобрзинске мануелне мењаче.
Агенција за заштиту животне средине Сједињених Држава процењује потрошњу горива за следеће сценарије:

#### Градска потрошња
- 7,2Л / 100 km (32,7 миља по галону)
- 7,0Л / 100 km (33,6 миља по галону)

#### Аутопут потрошња
- 5,2Л / 100 km (45,2 миља по галону)
- 4,8Л / 100 km (49,0 миља по галону)[16]

### Електрична возила
Јуна 2006. Фуџи тешка индустрија је представила модел стелу, електично возило са екстерним пуњењем и литијумском батеријом. Возило је кратког домета, свега 90 km, али кошта више од Мицубиши и-МиЕВ (44.860 долара), чак и укључујући порез на потрошњу јапанске владе са изузетком од 2.240 америчких долара. Такође се квалификује за попуст јапанске владе од 14.200 долара, који смањује цену на 30.660 долара. Возило је у већини веома слично и-МиЕВу, са 47-киловатним мотором и могућности за брзо пуњење, али двовратни мини-ауто је облика коцке. ФТИ планира да започне испоруку крајем јула и евентуалну продају 170 возила до марта 2010. године.
У Јапану, Субару тренутно тестира два електрична возила под називом Субару Г4е и Субару Р1е.
Концептно возило Субару хибрид турер је возило са 4 седишта са галебовим типом отварања врата (пример: Тесла модел икс).

## Запис о животној средини
Субару тврди да је имплементирао напредну политику која укључује рециклажу, смањење штетних емиција и едукацију запослених. Њихови напори су им помогли у остварењу заштите животне средине. Субару постројење у Лафајет, Индијани (СИА) била је прва таква фабрика аутомобила која је постигла нулти статус депоније односно све се искориштава у процесу производње. Компанија је развила план рециклаже за аутомобиле који су завршили свој циклус коришћења. Већина њихових модерних производа користи високо секундарне сировине у целом возилу, мотору, мењачу, суспензији и на другим местима, чинећи Субару 97,3% рециклажним.
Субару тренутно нуди возила са делимичним нултим емисијама (енгл. Partial Zero Emissions Vehicle) сертификовани легаси, аутбек, импреза, крострек и форестер модели који су на продају свуда у САД. Таква Субару возила задовољавају стандард Калифорније за нискоемисиона возила.

## Тренутна и претходна Субару возила

### од 1950-их до 1960-их
- 360 (1958-1971)
- 1000 (1966-1969)
- 1500 (1954)
- ФФ-1 Г (1971-1972)
- ФФ-1 стар (1969-1973)
- Р-2 (1969-1972)

### 1970-те
- Леоне (1971-1994)
- БРАТ (1978-1994)
- Рекс (1972-1992)

### 1980-те
- Сумо ( 1983-1998)
- Џасти (1984-2010, 2016-данас)
- Легаси / Либерти (1989-данас)

### 1990-те
- Вивио (1992-1998)
- Импреза (1992-данас)
- Аутбек спорт (1994-данас)
- Форестер (1997-данас)
- Травик (ребрандирана Опел зафира) (1999-2005)

### 2000-те
- Баха (2003-2006)
- Р2 (2003-2010)
- Р1 (2005-2010)
- Трибека (2005-2014)
- Треција (2005-2017)
- Ексига (2008-2018)

### 2010-те
- БРЗ
- Крострек
- Форестер
- Импреза
- Легаси
- Аутбек
- Леворг
- Асенд
- XV

### 2020-te
- Солтера

### Остали произвођачи
Субару је склопио партнерства са мноштво компанија током времена, ово су неки од модела који се продају у Европи и Азији.
- Лукра
- Плео
- Самбар
- Стела

### Концепт возила
Листа концепт возила која нису дошла до производње:
- СРД-1 (експериментални дизајн представљен 1990)
- Суирен (заменски концепт за БРАТ)
- Ексига (1996, караван)[21]
- Б9 Скрамблер
- Б11С
- Б5 ТПХ
- ХС500
- ВИЗИВ